# Aloe laeta
Aloe laeta är en grästrädsväxtart som beskrevs av Alwin Berger. Aloe laeta ingår i släktet Aloe och familjen grästrädsväxter.
Artens utbredningsområde är Madagaskar.

## Underarter
Arten delas in i följande underarter:
- A. l. laeta
- A. l. maniaenensis

## Bildgalleri

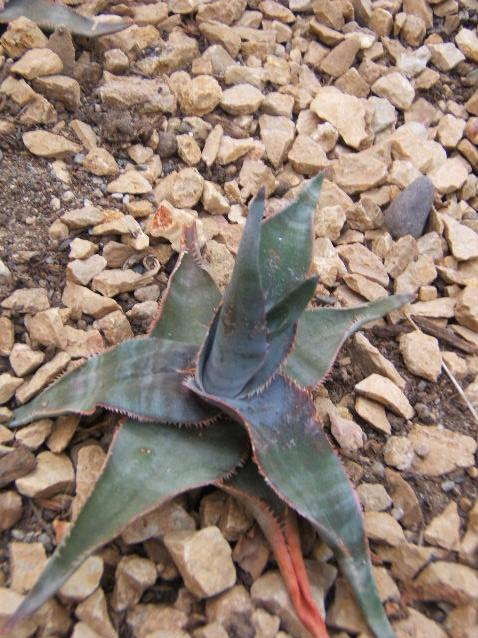